# Anhausen
L'abbaye d'Anhausen est située à Herbrechtingen (Bade-Wurtemberg).
Anhausen est une municipalité du Verbandsgemeinde Rengsdorf-Waldbreitbach, dans l'arrondissement de Neuwied, en Rhénanie-Palatinat, dans l'ouest de l'Allemagne.